# 守屋直樹
守屋 直樹（もりや なおき）は、日本の精神科医。

## 来歴
1979年 慶應義塾大学医学部卒業。慶應義塾大学精神神経科助手、埼玉社会保険病院神経科部長、昭和大学藤が丘病院精神神経科助教授などを経て、2006年より渋谷もりやクリニック院長、昭和大学藤が丘病院兼任講師、医学博士

## 学会
- 日本精神神経学会専門医・指導医
- 日本医師会認定産業医
- 日本精神分析学会 認定精神療法医・スーパーバイザー
- 日本思春期青年期精神医学会運営委員、学会誌編集委員長
- 日本産業精神医学会

## 著訳書
- 治療作用：精神分析的精神療法の手引き　岩崎学術出版社 - 2004 （翻訳）
- 精神分析的診断面接のすすめかた　岩崎学術出版社 - 2007 （編集）

### 分担執筆
- 今日のうつ病治療　金剛出版 - 1990
- 現代の精神分析　日本評論社 - 1998
- 心理療法のできることできないこと　日本評論社 - 1999
- 臨床精神医学講座第4巻 気分障害　中山書店 - 1999
- 今日の治療指針 2001年　医学書院 - 2001
- 精神治療薬大系（上）　星和書店 - 2001
- パニック障害治療のストラテジー　先端医学社 - 2002
- メンタルケア・ドラッグ＆治療ガイド 2004～2005　メディカルドゥ - 2003

## 関連人物
- 皆川邦直
- 山科満